# 六甲丸 (初代)
六甲丸（ろっこうまる）は、関西汽船が運航していたフェリー。本項目では1969年に就航した初代を取り扱う。

## 概要
1969年11月、ジャンボフェリーの運行開始にあたって、同型船の生駒丸 (初代)とともに就航した。就航当時、日本最大級の双胴船であった。
1973年5月19日、四国中央フェリーボートのせとうちが播磨灘を航行中、機関室火災を起こして沈没した。付近を航行中だった本船は救援に駆けつけ、総員退船した乗員乗客を救助した。
1990年、六甲丸 (2代)、生駒丸 (2代)の就航により、生駒丸（初代）とともに引退した。
その後、海外売船され、タイでKING CRUISERとして就航したが、1997年5月4日、プーケット沖のアンダマン海でサンゴ礁に衝突して沈没、乗客約800名は全員救助された。沈没地点は、アネモネリーフと呼ばれるダイビングスポットで、現在は沈船となった本船もダイビングスポットとなっている。

### 就航航路
阪神高松ジャンボフェリー
- 神戸港（東神戸フェリーセンター） - 高松港（高松東港）

加藤汽船との共同運航で、本船と同型船の生駒丸 (初代)、加藤汽船のりつりん (初代)こんぴら (初代)の4隻で1日10便、航海時間4時間10分で運航していた。

## 設計
竣工時、主機は1,600PSのディーゼル機関4基だったが、出力がやや過小で延着対策のため、1978年に2,500PS×4基に換装された。